# 五毛
五毛（ごもう）は兵庫県神戸市灘区の大字の一つで、同区西部、都賀川支流仙谷川西岸上流に位置し、現在住居表示未実施の区域は山林である。
北は同じく山林の大石、東は仙谷川を挟み長峰台、南は箕岡通、西は畑原。
小字は浅谷・池ノ谷・笹原・西山・丸山がある。
平成17年国勢調査（2005年10月1日現在）では定住者は見られない。郵便番号：657-0801。

## 由来
「五毛」は「胡麻生（ごまう）」の当て字で、水田がなく地味も痩せていてゴマぐらいしか作れなかったという。元は摩耶山天上寺の領地で、『神戸市の地名』では灯明の油を取る為のゴマが栽培されていたと推測されている。

## 施設
- セント・キャサリンズ・カレッジ神戸インスティチュート

### 灘丸山公園
1990年（平成2年）4月に開園した（面積、 3.6ha）都市公園で 、背後には摩耶山があり公園の標高は158mで市街地が一望できる。神戸製鋼所の野球場跡地を神戸市が取得して整備し、芝生広場、複合遊具、健康遊具多数、バスケットゴール、あずまや、パーゴラ、砂場、ベンチ、トイレ、駐車場（20台、無料）などがある。2025年3月28日に放送された連続テレビ小説（NHK朝ドラ）「おむすび」最終回のロケ地となった。